# سن‌پل دو ونس
سن پائول یا سن پائول د ونس (در اکسیتان: Sant Pau) یکی از کمون‌های فرانسه در شهرستان آلپ-ماریتیم در جنوب شرقی فرانسه است. سن پائول یکی از قدیمی‌ترین شهرهای قرون وسطی در کوت دازور یا ریویرای فرانسه است که برای هنر مدرن ومعاصر و همچنین موزه‌ها و گالری‌هایی مانند فونداسیون مگ شهرت دارد.

## خصوصیات
سنت-پل-د-ونس ۷٫۲۶ کیلومترمربع مساحت و ۳٬۴۷۷ نفر جمعیت دارد و ۱۸۰ متر بالاتر از سطح دریا واقع شده‌است.